# HD15082
HD15082 — хімічно пекулярна зоря спектрального класу A5, що має видиму зоряну величину в смузі V приблизно  8,0.
Вона  розташована на відстані близько 378,8 світлових років від Сонця.